# Relais 4 × 400 mètres masculin aux championnats du monde d'athlétisme 2013
Navigation
Daegu 2011 Pékin 2015
L'épreuve du relais 4 × 400 mètres masculin des championnats du monde de 2013 s'est déroulée les 15 et 16 août 2013 dans le Stade Loujniki, le stade olympique de Moscou, en Russie. Elle est remportée par l'équipe des États-Unis (David Verburg, Tony McQuay, Arman Hall et LaShawn Merritt).

## Records et performances

### Records
Les records du relais 4 x 400 m hommes (mondial, des championnats et par continent) étaient avant les championnats 2013 les suivants.
| Records                   | Pays        | Athlètes                                                                   | Temps         | Lieu        | Date              |
| ------------------------- | ----------- | -------------------------------------------------------------------------- | ------------- | ----------- | ----------------- |
| Record du monde           | États-Unis  | Andrew Valmon Quincy Watts Harry Reynolds Michael Johnson                  | 2 min 54 s 29 | Stuttgart   | 22 août 1993      |
| Record des championnats   | États-Unis  | Andrew Valmon Quincy Watts Harry Reynolds Michael Johnson                  | 2 min 54 s 29 | Stuttgart   | 22 août 1993      |
| Record d'Afrique          | Nigeria     | Clement Chukwu Jude Monye Sunday Bada Enefiok Udo-Obong                    | 2 min 58 s 68 | Sydney      | 30 septembre 2000 |
| Record d'Asie             | Japon       | Shunji Karube Koji Ito Jun Osakada Shigekazu Omori                         | 3 min 00 s 76 | Atlanta     | 3 août 1996       |
| Record d'Amérique du Nord | États-Unis  | Andrew Valmon Quincy Watts Harry Reynolds Michael Johnson                  | 2 min 54 s 29 | Stuttgart   | 22 août 1993      |
| Record d'Amérique du Sud  | Brésil      | Eronilde de Araújo Cleverson da Silva Claudinei da Silva Sanderlei Parrela | 2 min 58 s 56 | Winnipeg    | 30 juillet 1999   |
| Record d'Europe           | Royaume-Uni | Iwan Thomas Jamie Baulch Mark Richardson Roger Black                       | 2 min 56 s 60 | Atlanta     | 3 août 1996       |
| Record d'Océanie          | Australie   | Bruce Frayne Gary Minihan Richard Mitchell Darren Clark                    | 2 min 59 s 70 | Los Angeles | 11 août 1984      |

## Critères de qualification
Pour se qualifier pour les Championnats, il fallait avoir réalisé moins de 3 min 05 s 00 entre le 1er janvier 2012 et le 29 juillet 2013.
Ci-après les équipes nationales qui sont descendues sous ce minimum en 2013 :
| Rang | Temps         | Pays                   | Lieu             | Date            |
| ---- | ------------- | ---------------------- | ---------------- | --------------- |
| 1    | 3 min 00 s 91 | États-Unis « Red »     | Philadelphie     | 27 avril 2013   |
| 2    | 3 min 01 s 15 | Jamaïque               | Philadelphie     | 27 avril 2013   |
| 3    | 3 min 02 s 19 | Trinité-et-Tobago      | Morelia          | 7 juillet 2013  |
| 4    | 3 min 02 s 23 | Bahamas                | Philadelphie     | 27 avril 2013   |
| 5    | 3 min 02 s 53 | Arabie saoudite        | Pune             | 7 juillet 2013  |
| 6    | 3 min 02 s 71 | Venezuela              | Los Angeles (OC) | 12 mai 2013     |
| 7    | 3 min 02 s 82 | République dominicaine | Morelia          | 7 juillet 2013  |
| 8    | 3 min 03 s 17 | Cuba                   | Morelia          | 7 juillet 2013  |
| 9    | 3 min 03 s 70 | Russie                 | Kazan            | 12 juillet 2013 |
| 10   | 3 min 03 s 73 | Brésil                 | São Paulo (IDCM) | 18 mai 2013     |
| 11   | 3 min 04 s 26 | Nigeria                | Warri            | 14 juin 2013    |
| 12   | 3 min 04 s 46 | Japon                  | Pune             | 7 juillet 2013  |
| 13   | 3 min 04 s 61 | Italie                 | Mersin           | 29 juin 2013    |
| 14   | 3 min 04 s 90 | Belgique espoirs       | Tampere          | 14 juillet 2013 |
| 15   | 3 min 04 s 92 | Sri Lanka              | Pune             | 7 juillet 2013  |

En 2012, les équipes suivantes ont également atteint ce minimum :
| Rang | Temps         | Pays           | Lieu         | Date             | Observations             |
| ---- | ------------- | -------------- | ------------ | ---------------- | ------------------------ |
| 1    | 2 min 59 s 53 | Royaume-Uni    | Londres      | 10 août 2012     |                          |
| 2    | 3 min 01 s 58 | Australie      | Daegu        | 16 mai 2012      |                          |
| 3    | 3 min 01 s 77 | Allemagne      | Helsinki     | 1er juillet 2012 |                          |
| 4    | 3 min 02 s 37 | Pologne        | Helsinki     | 1er juillet 2012 |                          |
| 5    | 3 min 02 s 72 | Tchéquie       | Helsinki     | 1er juillet 2012 |                          |
| 6    | 3 min 03 s 04 | France         | Helsinki     | 1er juillet 2012 | ne présente pas d'équipe |
| 7    | 3 min 03 s 46 | Afrique du Sud | Londres (OS) | 10 août 2012     | ne présente pas d'équipe |
| 8    | 3 min 03 s 84 | Botswana       | Warri        | 14 juin 2012     |                          |
| 9    | 3 min 03 s 89 | Espagne        | Rome         | 31 mai 2012      |                          |
| 10   | 3 min 04 s 12 | Kenya          | Porto-Novo   | 1er juillet 2012 |                          |
| 11   | 3 min 04 s 56 | Ukraine        | Helsinki     | 1er juillet 2012 |                          |

Soit un total de 24 équipes réparties en trois séries de qualification (les deux meilleures et les deux meilleurs temps).
Série 1, le 15 août à 19 h 05 (meilleur temps 2013, record national)
| Rang | Pays                   | Meilleur temps 2013 | Record national |
| ---- | ---------------------- | ------------------- | --------------- |
| 1    | Nigeria                | 3 min 04 s 26       | 2 min 58 s 68   |
| 2    | Royaume-Uni            | 3 min 05 s 14       | 2 min 56 s 60   |
| 3    | Espagne                | 3 min 05 s 28       | 3 min 01 s 42   |
| 4    | Botswana               | aucun temps en 2013 | 3 min 02 s 24   |
| 5    | Jamaïque               | 3 min 01 s 15       | 2 min 56 s 75   |
| 6    | Venezuela              | 3 min 02 s 71       | 3 min 00 s 82   |
| 7    | Japon                  | 3 min 04 s 46       | 3 min 00 s 76   |
| 8    | République dominicaine | 3 min 02 s 82       | 3 min 00 s 44   |

Série 2, à 19 h 15.
| Rang | Pays              | Meilleur temps 2013 | Record national |
| ---- | ----------------- | ------------------- | --------------- |
| 1    | Kenya             | 3 min 07 s 35       | 2 min 59 s 63   |
| 2    | Sri Lanka         | 3 min 04 s 92       | 3 min 02 s 71   |
| 3    | Pologne           | 3 min 05 s 07       | 2 min 58 s 00   |
| 4    | États-Unis        | 3 min 00 s 91       | 2 min 54 s 29   |
| 5    | Belgique          | 3 min 04 s 90       | 2 min 59 s 37   |
| 6    | Ukraine           | 3 min 10 s 10       | 3 min 02 s 35   |
| 7    | Trinité-et-Tobago | 3 min 02 s 19       | 2 min 59 s 40   |
| 8    | Brésil            | 3 min 03 s 73       | 2 min 58 s 56   |

Série 3 à 19 h 25.
| Rang | Pays            | Meilleur temps 2013 | Record national |
| ---- | --------------- | ------------------- | --------------- |
| 1    | Italie          | 3 min 04 s 61       | 3 min 01 s 37   |
| 2    | Allemagne       | 3 min 05 s 24       | 2 min 59 s 99   |
| 3    | Australie       | 3 min 07 s 85       | 2 min 59 s 70   |
| 4    | Cuba            | 3 min 03 s 17       | 2 min 59 s 13   |
| 5    | Tchéquie        | 3 min 05 s 82       | 3 min 02 s 72   |
| 6    | Russie          | 3 min 03 s 70       | 2 min 58 s 06   |
| 7    | Bahamas         | 3 min 02 s 23       | 2 min 56 s 72   |
| 8    | Arabie saoudite | 3 min 02 s 53       | 3 min 02 s 30   |

## Résultats

### Finale
| Rang               | Pays              | Athlètes                                                               | Temps         | Note |
| ------------------ | ----------------- | ---------------------------------------------------------------------- | ------------- | ---- |
| Médaille d'or      | États-Unis        | David Verburg Tony McQuay Arman Hall LaShawn Merritt                   | 2 min 58 s 71 | WL   |
| Médaille d'argent  | Jamaïque          | Rusheen McDonald Edino Steele Omar Johnson Javon Francis               | 2 min 59 s 88 | SB   |
| Médaille de bronze | Royaume-Uni       | Conrad Williams Martyn Rooney Michael Bingham Nigel Levine             | 3 min 0 s 88  |      |
| 5                  | Belgique          | Jonathan Borlée Kévin Borlée Dylan Borlée Will Oyowe                   | 3 min 1 s 02  |      |
| 6                  | Trinité-et-Tobago | Renny Quow Lalonde Gordon Jehue Gordon Jarrin Solomon                  | 3 min 1 s 74  |      |
| 7                  | Brésil            | Pedro Luiz de Oliveira Wagner Cardoso Anderson Henriques Hugo de Sousa | 3 min 2 s 19  |      |
| 8                  | Australie         | Steven Solomon Alexander Beck Craig Burns Tristan Thomas               | 3 min 2 s 26  | SB   |
| —                  | Russie            | Maksim Dyldin Lev Mosin Sergey Petukhov Vladimir Krasnov               | DQ (dopage)   |      |

### Séries
| Rang | Pays                   | Athlètes                                                      | Temps         | Note  |
| ---- | ---------------------- | ------------------------------------------------------------- | ------------- | ----- |
| 1    | Jamaïque               | Rusheen McDonald Javere Bell Edino Steele Javon Francis       | 3 min 00 s 41 | Q     |
| 2    | Royaume-Uni            | Conrad Williams Michael Bingham Jamie Bowie Martyn Rooney     | 3 min 00 s 50 | Q, SB |
| 3    | Venezuela              | Arturo Ramírez Alberto Aguilar José Meléndez Freddy Mezones   | 3 min 02 s 04 | SB    |
| 4    | Japon                  | Kengo Yamazaki Yuzo Kanemaru Hideyuki Hirose Hiroyuki Nakano  | 3 min 02 s 43 | SB    |
| 5    | République dominicaine | Arismendy Peguero Gustavo Cuesta Yon Soriano Luguelín Santos  | 3 min 03 s 61 |       |
| 6    | Espagne                | Roberto Briones Samuel García Mark Ujakpor Mark Fradera       | 3 min 04 s 07 | SB    |
| 7    | Nigeria                | Noah Akwu Abiola Onakoya Tobi Ogunmola Isah Salihu            | 3 min 04 s 52 |       |
| 8    | Botswana               | Pako Seribe Obakeng Ngwigwa Isaac Makwala Thapelo Ketlogetswe | 3 min 05 s 74 | SB    |

| Rang | Pays              | Athlètes                                                                     | Temps         | Note  |
| ---- | ----------------- | ---------------------------------------------------------------------------- | ------------- | ----- |
| 1    | États-Unis        | James Harris David Verburg Joshua Mance Arman Hall                           | 2 min 59 s 85 | Q, WL |
| 2    | Trinité-et-Tobago | Renny Quow Jarrin Solomon Lalonde Gordon Deon Lendore                        | 3 min 00 s 48 | Q, SB |
| 3    | Belgique          | Antoine Gillet Jonathan Borlée Dylan Borlée Kévin Borlée                     | 3 min 00 s 81 | q, SB |
| 4    | Brésil            | Pedro Luiz de Oliveira Wagner Cardoso Anderson Henriques Hugo de Sousa       | 3 min 01 s 09 | q, SB |
| 5    | Pologne           | Kacper Kozłowski Rafał Omelko Łukasz Krawczuk Marcin Marciniszyn             | 3 min 01 s 73 | SB    |
| 6    | Ukraine           | Vitaliy Butrym Myhaylo Knysh Yevhen Hutsol Volodymyr Burakov                 | 3 min 04 s 98 | SB    |
| 7    | Kenya             | Mike Mokamba Nyang'Au Alphas Kishoyian Anthony Chemut Moses Kipkorir Kertich | 3 min 06 s 29 | SB    |
| 8    | Sri Lanka         | Priyashantha Dulan Dilhan Aloka Chanaka Kalawala Kasun Kalhar Seneviratne    | 3 min 06 s 59 |       |

| \| Rang \| Pays \| Athlètes \| Temps \| Note \| \| ---- \| ------------------ \| ---------------------------------------------------------------------- \| ------------- \| ----------- \| \| — \| Russie \| Maksim Dyldin Lev Mosin Sergey Petukhov Vladimir Krasnov \| — \| DQ (dopage) \| \| 2 \| Australie \| Steven Solomon Craig Burns Alexander Beck Tristan Thomas \| 3 min 02 s 48 \| Q, SB \| \| 3 \| Allemagne \| David Gollnow Eric Krüger Thomas Schneider Jonas Plass \| 3 min 02 s 62 \| SB \| \| 4 \| Bahamas \| Chris Brown Wesley Neymour LaToy Williams Ojay Ferguson \| 3 min 02 s 67 \| \| \| 5 \| Italie \| Marco Lorenzi Isalbet Juarez Eusebio Haliti Matteo Galvan \| 3 min 03 s 88 \| SB \| \| 6 \| Cuba \| Yoandys Lescay Raidel Acea Orestes Rodríguez Osmaidel Pellicier \| 3 min 04 s 26 \| \| \| 7 \| République tchèque \| Daniel Němeček Pavel Maslák Petr Lichý Jan Tesař \| 3 min 04 s 54 \| SB \| \| 8 \| Arabie saoudite \| Ismail Al-Sabani Yousef Masrahi Mohamed Ali Al-Bishi Mohammed Al-Salhi \| 3 min 04 s 55 \| \| |                    |                                                                        |               |             |
| Rang | Pays               | Athlètes                                                               | Temps         | Note        |
| — | Russie             | Maksim Dyldin Lev Mosin Sergey Petukhov Vladimir Krasnov               | —             | DQ (dopage) |
| 2 | Australie          | Steven Solomon Craig Burns Alexander Beck Tristan Thomas               | 3 min 02 s 48 | Q, SB       |
| 3 | Allemagne          | David Gollnow Eric Krüger Thomas Schneider Jonas Plass                 | 3 min 02 s 62 | SB          |
| 4 | Bahamas            | Chris Brown Wesley Neymour LaToy Williams Ojay Ferguson                | 3 min 02 s 67 |             |
| 5 | Italie             | Marco Lorenzi Isalbet Juarez Eusebio Haliti Matteo Galvan              | 3 min 03 s 88 | SB          |
| 6 | Cuba               | Yoandys Lescay Raidel Acea Orestes Rodríguez Osmaidel Pellicier        | 3 min 04 s 26 |             |
| 7 | République tchèque | Daniel Němeček Pavel Maslák Petr Lichý Jan Tesař                       | 3 min 04 s 54 | SB          |
| 8 | Arabie saoudite    | Ismail Al-Sabani Yousef Masrahi Mohamed Ali Al-Bishi Mohammed Al-Salhi | 3 min 04 s 55 |             |

## Légende
Records et Performances
- AR : Record continental (area record)
- CR : Record des championnats (championship record)
- MR : Record du meeting (meet record)
- NR : Record national (national record)
- OR : Record olympique (olympic record)
- PR : Record paralympique (paralympic record)
- PB : Record personnel (personal best)
- SB : Meilleure performance personnelle de la saison (season's best)
- WL : Meilleure performance mondiale de l'année (world leader)
- WJR : Record du monde junior (world junior record)
- WR : Record du monde (world record)

Circonstances et Conditions
- DNF : N'a pas terminé (did not finish)
- DNS : N'a pas pris le départ (did not start)
- DQ : Disqualification (disqualification)
- NM : Aucun essai valable enregistré (No Mark)
- Q : Qualifié « directement » au prochain tour (ou à la prochaine compétition), lors d'une compétition majeure, grâce au classement ou à la réalisation des minima (automatic qualifier)
- q : Qualifié au prochain tour (ou à la prochaine compétition), lors d'une compétition majeure, grâce au repêchage ou à la réalisation de l'une des meilleures performances parmi celles des « non qualifiés directement » (grâce au meilleur temps ou à la meilleure distance par exemple) (secondary qualifier)